# Xã Forest Area, Quận Lake of the Woods, Minnesota
Xã Forest Area (tiếng Anh: Forest Area Township) là một xã thuộc quận Lake of the Woods, tiểu bang Minnesota, Hoa Kỳ. Năm 2010, dân số của xã này là 5 người.